# Чибінда Ілунгу
Чибінда Ілунгу (*д/н — 1630) — 2-й мватаганд (володар) держави Лунди в 1600—1630 роках.

## Життєпис
Другий син Ілунги Мбіді, вождя (булопве) одного з племен народу кунда, та Буланди, сестри Конголо, мулохве Луби. Його батько за легендою був видатним військовиком, якого через підозри до його звитяг та популярності Конголо планував вбити, але Ілунга Мбіді втік до кунда.
після захоплення його старшим братом Калалою влади в Лубі вирішив створити власну державу, рушивши на південний захід. Тут одружився з луеджі (принцесою) Наведж (Рвідж), сестрою Нконди Матіти, мватаганда Лунди. Невдовзі повстав проти останнього, повалив того й захопив владу.
Провів реформи у дусі свого брата в Лубі. Потім розпочав активну загарбницьку політику, значно розширивши кордони держави. Помер близько 1630 року. Трон спадкував брат Яав I Ілінгу.